# 平乐瑶族乡
平乐瑶族乡是中华人民共和国广西壮族自治区河池市凤山县下辖的一个民族乡。

## 行政区划
平乐瑶族乡下辖以下村级行政区划单位：
力那村、洪力村、平旺村、海亭村、谋爱村、登亭村、大洞村、桑亭村、寅亭村和兰包村。